# 华中一
华中一（1931年—2007年），男，江苏无锡人，中国高真空和电子物理学家，1951年毕业于交通大学物理系，曾任复旦大学教授、校长。